# Elekcja 1632
Wybór nowego monarchy Rzeczypospolitej Obojga Narodów po śmierci króla Zygmunta III Wazy 30 kwietnia 1632 roku. Elekcja rozpoczęła się 27 września 1632 roku, a zakończyła 8 listopada 1632 roku obraniem Władysława IV Wazy na króla Polski i wielkiego księcia litewskiego.

## Przed elekcją

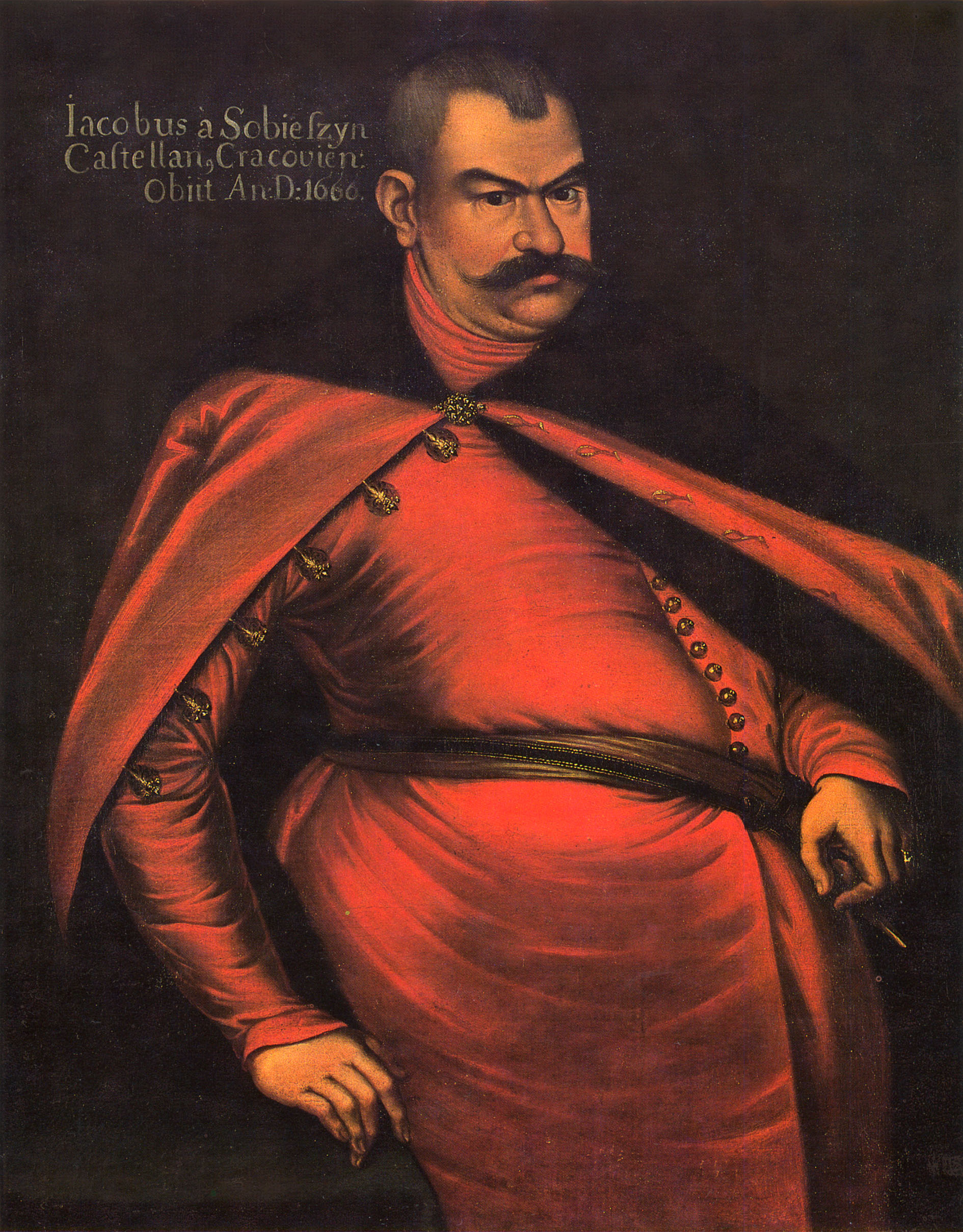
Jakub Sobieski, autor nieznany

Zygmunt III Waza zmarł 30 kwietnia 1632 roku prawdopodobnie na skutek udaru mózgu, przekazując dzień wcześniej prawa do dziedziczonej korony szwedzkiej najstarszemu synowi Władysławowi Zygmuntowi Wazie. Tym samym uczynił go najpoważniejszym kandydatem do objęcia tronu Rzeczypospolitej, tak że kontaktujący się z Gustawem Adolfem czy Gaborem Bethlenem długo przed śmiercią króla protestanci, nie odważyli się ujawnić publicznie planów wyboru któregoś ze swoich współwyznawców. Władzę podczas wyjątkowo spokojnego bezkrólewia objął prymas Jan Wężyk, który wyznaczył datę rozpoczęcia sejmu konwokacyjnego na 22 czerwca 1632 roku. Marszałkiem sejmu został kalwin hetman polny litewski Krzysztof Radziwiłł. Postanowił wykorzystać czas bezkrólewia na załatwienie spraw wyznaniowych, czy relacji między stanem świeckim a duchownym. Chodziło głównie o kwestię przechodzenia ziemi szlacheckiej w ręce Kościoła katolickiego, zagwarantowania i rozszerzenia praw dysydentów protestanckich i prawosławnych oraz zwrot Cerkwi greckiej majątków przejętych przez unitów. Kwestie te ostatecznie nie zostały rozwiązane, a uzgodniona na konwokacji, konfederacja generalna warszawska w której m.in. zaspokojono część postulatów szlachty różnowierczej, już po jej podpisaniu została oprotestowana przez senatorów katolickich, niwecząc szanse trwałego pokoju wyznaniowego. Zakończony 17 sierpnia sejm konwokacyjny wyznaczył datę rozpoczęcia elekcji na 26 września 1632 roku.

## Elekcja

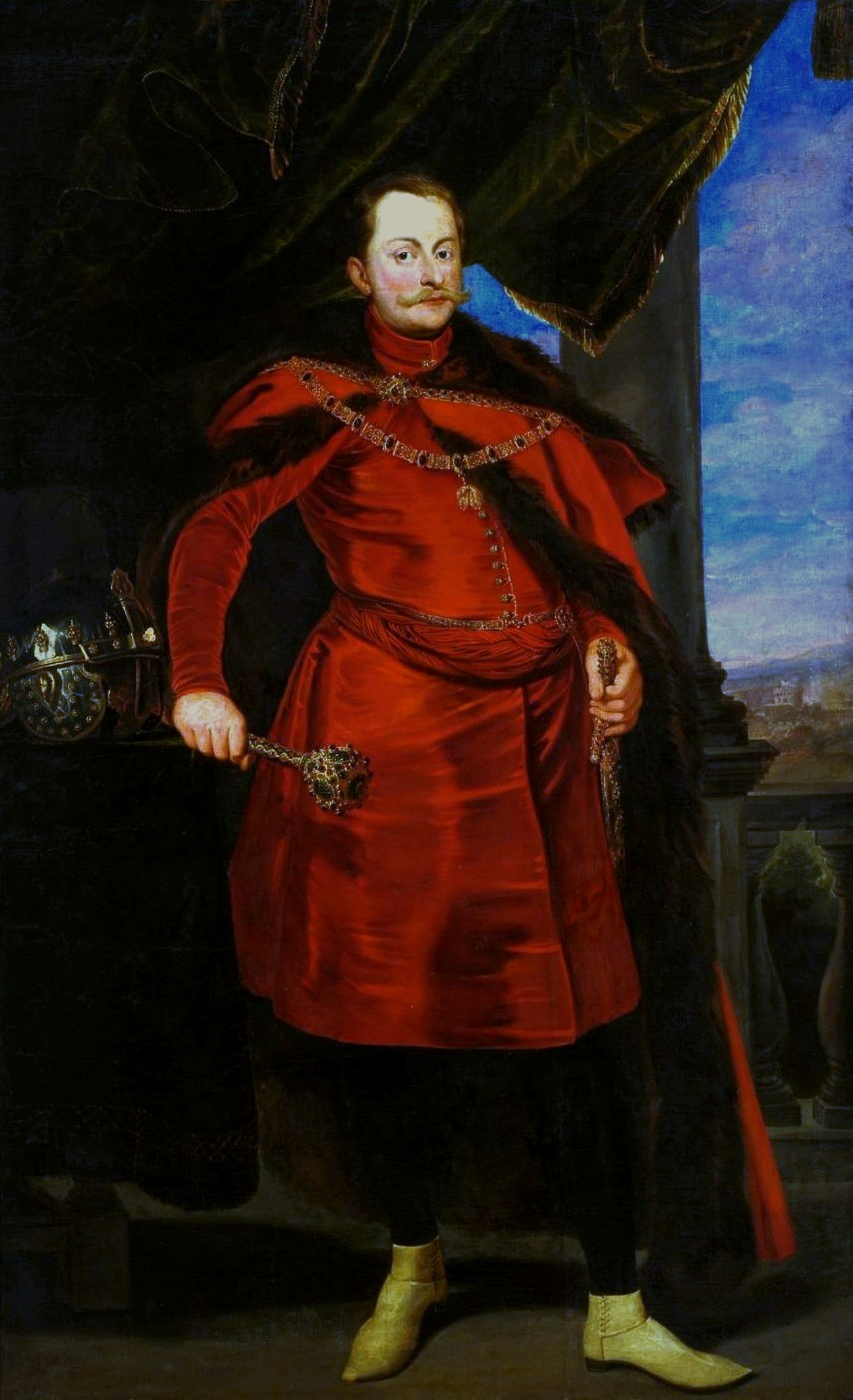
Królewicz Władysław Zygmunt, Pieter Claesz. Soutman ok. 1626 roku

Podobnie jak podczas ostatniej elekcji zarówno magnaci katoliccy jak i protestanccy zjawili się z własnymi oddziałami zbrojnymi. Po kilku dniach wybrano marszałka sejmu, którym został Jakub Sobieski, parlamentarzysta z dużym doświadczeniem, dobry mediator i tolerancyjny katolik, który mógł zapobiec ewentualnemu konfliktowi zbrojnemu między katolikami a dysydentami. Podobnie jak na sejmie konwokacyjnym, sejm elekcyjny zdominowały problemy wyznaniowe. Powstały trzy komisje do rozwiązania bieżących spraw, a te na które się zgodzono, czyli m.in. zagwarantowanie wolnej elekcji, utrzymanie pokoju religijnego, zobowiązanie do mediacji między unitami a dyzunitami oraz zakaz rozpoczynania wojny bez zgody sejmu weszły do paktów konwentów. Resztę postulatów wpisano w reces, czyli dokument nakładający obowiązek rozpatrzenia tych spraw w pierwszej kolejności podczas następnego sejmu, w tym przypadku sejmu koronacyjnego.
Kandydatura Władysława Wazy była oczywista. Jego bracia: Jan Kazimierz, Jan Albert i Karol Ferdynand poparli go i pojawiali się w towarzystwie najstarszego królewicza. Władysław posiadał poparcie papieża (w osobie posła Honorata Viscontiego) oraz cesarza (reprezentowanego przez Juliusza Neidharda). Jednocześnie królewicz podczas sejmu elekcyjnego angażował się w spory wyznaniowe dążąc do ugody i porozumiewał się z najbardziej wpływowymi urzędnikami w państwie, podnosząc swój autorytet i szanse na wybór. Sama elekcja odbyła się 8 listopada i ze względu na fakt, że nie było żadnego oficjalnego konkurenta nie wzbudziła większych kontrowersji. Wyboru dokonano w pół godziny. Posłowie szwedzcy Steno Bielke, Jan Nikodem Ahausen i burmistrz Rygi Jan Olrich, którzy mieli zgłosić kandydaturę Gustawa Adolfa w celu wywołania zamieszania zrezygnowali z tego. 6 lutego 1633 roku odbyła się koronacja Władysława IV Wazy na króla Polski i wielkiego księcia Litwy.